# Manettia congesta
Manettia congesta är en måreväxtart som först beskrevs av Vell., och fick sitt nu gällande namn av Karl Moritz Schumann. Manettia congesta ingår i släktet Manettia och familjen måreväxter. Inga underarter finns listade i Catalogue of Life.